# Рябинник (растение)
Рябинник (лат. Sorbaria) — небольшой род растений из семейства Розовые (Rosaceae), включающий 4 вида, распространённых в Азии.

## Название
Название рода происходит от латинского названия рода Sorbus (рябина), поскольку листья многих видов рябинников похожи на листья рябины обыкновенной.

## Ботаническое описание
Листопадные кустарники, до 3 метров высотой. Образуют заросли благодаря сильной корнеотпрысковой способности. Большинство видов дают обильные корневые отпрыски, образуя густые, очень эффектные заросли.
Побеги желтовато-серые, коленчато-извилистые.
Листья сложные непарноперистые, просто или дваждыпильчатые.
Цветки мелкие, белые или кремово-белые, многочисленные, собраны в крупные конические пирамидальные метёлки.
Плоды — листовки.

## Хозяйственное значение и использование
В культуре как декоративные растения с середины XVIII века. Растут быстро. К почве нетребовательны, но лучшего развития достигают на хорошо дренированных и влажных почвах. Выносят небольшое затенение. Цветение обильное, до 30 дней. Размножаются семенами, корневыми и зелеными черенками, нарезанными сразу же после цветения, отпрысками. Семена высеваются весной без предварительной обработки на увлажнённую землю. Используют в одиночных и групповых посадках, для создания опушек и подлеска, закрепления откосов и оврагов. Ценятся за продолжительное цветение и раннее развертывание листьев. В средней полосе России культивируют рябинник войлочный, древовидный, Палласа и рябинолистный.

## Классификация

### Таксономия
- Sorbaria  (Ser. ex DC.) A.Braun, 1860, Fl. Brandenburg 1: 177

Род Рябинник включается в семейство Розовые (Rosaceae) порядка Розоцветные (Rosales), последовательно входящего в более крупные клады Фабиды → Розиды → Суперрозиды → Эвдикоты → Цветковые растения. Таксономическая схема в соответствии с Системой APG IV по состоянию на июнь 2024 года:
|  |                          |  |                                   |                                   |                   |  | еще 8 семейств |               |               |                                                            |
|  |                          |  |                                   |                                   |                   |  |                |               |               | 4 подтвержденных вида и 2 таксона, ожидающих подтверждения |
|  |                          |  |                                   | порядок Розоцветные               |                   |  |                |               | род Рябинник  |                                                            |
|  |                          |  |                                   | порядок Розоцветные               |                   |  |                |               | род Рябинник  |                                                            |
|  | клада Цветковые растения |  |                                   |                                   | семейство Розовые |  |                |               |               |                                                            |
|  | клада Цветковые растения |  |                                   |                                   |                   |  |                |               |               |                                                            |
|  |                          |  | ещё 63 порядка цветковых растений | ещё 63 порядка цветковых растений |                   |  |                | еще 116 родов | еще 116 родов |                                                            |
|  |                          |  |                                   | ещё 63 порядка цветковых растений |                   |  |                |               | еще 116 родов |                                                            |

## Виды
Согласно новейшему пересмотру, род Рябинник включает четыре вида:
- Sorbaria grandiflora (Sweet) Maxim. — Рябинник крупноцветковый, или Sorbaria pallasii (G.Don) Pojark. — Рябинник Палласа
- Sorbaria kirilowii (Regel & Tiling) Maxim. — Рябинник Кирилова
- Sorbaria sorbifolia (L.) A.Braun typus[1] — Рябинник рябинолистный
- Sorbaria tomentosa (Lindl.) Rehder — Рябинник войлочный

Рябинник Ольги (Sorbaria olgae) в настоящее время рассматривается как разновидность рябинника войлочного (Sorbaria tomentosa var. tomentosa), Рябинник звёздчатоволосистый (Sorbaria stellipila) — как разновидность рябинника рябинолистного (Sorbaria sorbifolia var. stellipila), а Рябинник сумахолистный (Sorbaria rhoifolia) и Рябинник Палласа (Sorbaria pallasii) сведены к синонимам рябинника крупноцветкового Sorbaria grandiflora.